# Saint-Ouen (Somme)
Saint-Ouen is een gemeente in het Franse departement Somme (regio Hauts-de-France) en telt 2069 inwoners (2005). De plaats maakt deel uit van het arrondissement Amiens.

## Geografie
De oppervlakte van Saint-Ouen bedraagt 4,3 km², de bevolkingsdichtheid is 481,2 inwoners per km².
De onderstaande kaart toont de ligging van Saint-Ouen (Somme) met de belangrijkste infrastructuur en aangrenzende gemeenten.

## Demografie
Onderstaande figuur toont het verloop van het inwonertal (bron: INSEE-tellingen).